# 1891 na música

## Nascimentos
| Data            | Nome                         | Profissão  | Nacionalidade   | Observações | Ref |
| --------------- | ---------------------------- | ---------- | --------------- | ----------- | --- |
| 25 de Fevereiro | Alfredo Marceneiro           | fadista    | Portugal        | m. 1982     |     |
| 27 de Abril     | Sergei Sergeyevich Prokofiev | compositor | União Soviética | m. 1953     |     |
| 9 de Junho      | Cole Porter                  | compositor | Estados Unidos  | m. 1964     |     |

## Mortes
| Data            | Nome                     | Profissão                                            | Nacionalidade | Observações | Ref |
| --------------- | ------------------------ | ---------------------------------------------------- | ------------- | ----------- | --- |
| 16 de Janeiro   | Léo Delibes              | compositor                                           | França        | n. 1836     |     |
| 14 de Fevereiro | William Tecumseh Sherman | compositor                                           | França        | n. 1820     |     |
| ??              | Angelo Frondoni          | músico, maestro, compositor, poeta e crítico de arte | Itália        | n. 1812     |     |